# Sprawozdanie skonsolidowane
Sprawozdanie skonsolidowane – sprawozdanie finansowe przygotowane dla grupy jednostek (np. spółek handlowych), które są powiązane ze sobą kapitałowo (tzw. grupa kapitałowa). Sprawozdanie skonsolidowane jest przygotowywane na poziomie jednostki dominującej, tj. podmiotu, który sprawuje kontrolę nad innymi podmiotami z danej grupy (jednostki zależne, jednostki współzależne). Skonsolidowane sprawozdanie obejmuje dane jednostki dominującej i jednostek od niej zależnych wszystkich szczebli, bez względu na ich siedzibę, zestawione w taki sposób, jakby grupa kapitałowa stanowiła jedną jednostkę.
Konsolidacja sprawozdania finansowego oznacza połączenie sprawozdań finansowych jednostek wchodzących w skład grupy kapitałowej poprzez zsumowanie odpowiednich pozycji sprawozdań finansowych jednostki dominującej i jednostek zależnych / współzależnych z uwzględnieniem odpowiednich wyłączeń (np. wynikających z transakcji wewnątrzgrupowych) oraz korekt.
Celem tworzenia skonsolidowanych sprawozdań jest m.in. umożliwienie weryfikacji, czy dana grupa przedsiębiorstw kontrolowana przez tych samych właścicieli nie ma dominującego udziału w rynku (monopol), ujawnienie sytuacji, w których deformowany jest obraz sytuacji finansowej jednostki dominującej poprzez transakcje wewnątrzgrupowe czy też ujawnienie sytuacji, w których część zysków danej grupy jest transferowana do tzw. „rajów podatkowych”.

## Skład sprawozdania skonsolidowanego
Skonsolidowane sprawozdanie finansowe składa się z:
1. skonsolidowanego bilansu;
2. skonsolidowanego rachunku zysków i strat;
3. skonsolidowanego rachunku przepływów pieniężnych;
4. zestawienia zmian w skonsolidowanym kapitale własnym;
5. informacji dodatkowej, obejmującej wprowadzenie do skonsolidowanego sprawozdania finansowego oraz dodatkowych informacji i objaśnień.

Do rocznego skonsolidowanego sprawozdania finansowego dołącza się również sprawozdanie z działalności grupy kapitałowej oraz informację o udziałach (akcjach) własnych posiadanych przez jednostkę dominującą, jednostki wchodzące w skład grupy kapitałowej oraz osoby działające w ich imieniu.

## Metody konsolidacji
Wybór metody konsolidacji danych jednostki należącej do grupy kapitałowej zależy od tego czy jest to jednostka zależna czy też współzależna.
Dane jednostki zależnej (czyli w pełni kontrolowanej przez jednostkę dominującą) konsoliduje się metodą konsolidacji pełnej, o której mowa w art. 60 ust. 1 ustawy o rachunkowości. Metoda ta polega na sumowaniu w pełnej wartości poszczególnych pozycji odpowiednich sprawozdań finansowych jednostki dominującej i jednostek zależnych, dokonaniu wyłączeń (np. wzajemnych należności i zobowiązań jednostek objętych konsolidacją) oraz innych korekt (np. wynikających ze zbycia udziałów w jednostce zależnej w trakcie trwania roku obrotowego).
Dane jednostek współzależnych (czyli współkontrolowanych przez jednostkę dominującą) konsoliduje się metodą konsolidacji proporcjonalnej, o której mowa w art. 61 ust. 1 ww. ustawy, z zastrzeżeniem art. 55 ust. 5 ww. ustawy. Metoda ta polega na sumowaniu poszczególnych pozycji sprawozdań finansowych wspólnika jednostki współzależnej, w pełnej wartości, z częścią wartości poszczególnych pozycji sprawozdań finansowych jednostek współzależnych, proporcjonalną do posiadanych przez jednostki grupy kapitałowej objęte konsolidacją udziałów, dokonaniu wyłączeń, oraz innych korekt.

## Organizacja procesu przygotowania skonsolidowanego sprawozdania
Organem odpowiedzialnym za sporządzenie skonsolidowanego sprawozdania finansowego jest Zarząd jednostki dominującej.
Prawidłowe i rzetelne przygotowanie sprawozdania skonsolidowanego oznacza opracowanie:
- zasad rachunkowości grupy kapitałowej,
- zasad sporządzania sprawozdania,
- obowiązków osób przygotowujących sprawozdanie oraz
- przygotowanie dokumentów konsolidacyjnych.

Kierownictwo podmiotu dominującego musi zapewnić właściwy przepływ informacji w obrębie jednostki i grupy kapitałowej.
Należy wyznaczyć osoby odpowiedzialne za sporządzenie skonsolidowanego sprawozdania finansowego. Osoby te również muszą dostarczać informacje o wszelkich zmianach w strukturze grupy kapitałowej spółkom podporządkowanym oraz biegłemu rewidentowi.
Podmioty dominujące muszą przekazać jednostkom podporządkowanym model sporządzania sprawozdania finansowego oraz pakietu konsolidacyjnego. Wyznacza się do tego osoby odpowiedzialne za przygotowanie sprawozdania.
Ważnym elementem jest harmonogram prac związany ze sporządzeniem sprawozdań jednostkowych jednostek podporządkowanych i podmiotu dominującego, badaniem tych sprawozdań przez biegłych rewidentów, przekazaniem danych finansowych do jednostki dominującej, sporządzeniem i badaniem skonsolidowanego sprawozdania finansowego.

## Wyłączenia od obowiązku sporządzania skonsolidowanych sprawozdań finansowych
Jednostka dominująca może nie sporządzać skonsolidowanego sprawozdania finansowego, jeżeli na dzień bilansowy roku obrotowego oraz na dzień bilansowy roku poprzedzającego rok obrotowy łączne dane jednostki dominującej oraz wszystkich jednostek zależnych każdego szczebla, bez dokonywania wyłączeń konsolidacyjnych, o których mowa w art. 60 ust. 2 i 6, z uwzględnieniem danych jednostek współzależnych, spełniają co najmniej dwa z następujących warunków:
- łączne średnioroczne zatrudnienie w przeliczeniu na pełne etaty wyniosło nie więcej niż 250 osób,
- łączna suma bilansowa w walucie polskiej nie przekroczyła równowartości 7.500.000 euro,
- łączne przychody netto ze sprzedaży produktów i towarów oraz operacji finansowych w walucie polskiej nie przekroczyły równowartości 15 000 000 euro.

Jednostka dominująca, zależna od innej jednostki, mającej siedzibę lub miejsce sprawowania zarządu na terytorium Europejskiego Obszaru Gospodarczego, może nie sporządzać skonsolidowanego sprawozdania finansowego, jeżeli:
- jednostka dominująca wyższego szczebla posiada co najmniej 90% udziałów tej jednostki, a wszyscy pozostali udziałowcy tej jednostki wyrazili zgodę,
- jednostka dominująca wyższego szczebla obejmie konsolidacją zarówno zależną od niej jednostkę dominującą, jak i wszystkie jednostki zależne od jednostki dominującej zwolnionej ze sporządzenia skonsolidowanego sprawozdania finansowego.

Jednostka dominująca może nie sporządzać skonsolidowanego sprawozdania finansowego także wtedy, gdy wszystkie jednostki od niej zależne wyłącza się z obowiązku objęcia ich konsolidacją.
Należy podkreślić, że jeżeli jednostka dominująca lub jednostka jej podporządkowana jest emitentem papierów wartościowych dopuszczonych do obrotu, zamierza ubiegać się lub ubiega się o dopuszczenie papierów wartościowych do obrotu na jednym z rynków regulowanych krajów Europejskiego Obszaru Gospodarczego, nie stosuje się zwolnień, o których mowa powyżej.

## Obligatoryjne wyłączenia spod konsolidacji
Konsolidacją nie obejmuje się jednostki zależnej jeżeli:
- udziały tej jednostki zostały nabyte, zakupione lub pozyskane w innej formie, z wyłącznym ich przeznaczeniem do późniejszej odprzedaży, w terminie jednego roku od dnia ich nabycia, zakupu lub pozyskania w innej formie,
- występują ograniczenia w sprawowaniu kontroli lub współkontroli nad jednostką, które wyłączają swobodne dysponowanie jej aktywami, w tym wypracowanym przez tę jednostkę zyskiem netto, lub które wyłączają sprawowanie kontroli nad organami kierującymi tą jednostką.

## Fakultatywne wyłączenia spod konsolidacji
Konsolidacją można nie obejmować jednostki zależnej lub współzależnej niebędącej spółką handlową, jeżeli dane finansowe tej jednostki są nieistotne dla realizacji obowiązku określonego w art. 4 ust. 1 ustawy o rachunkowości.